# Площадь Азади
Площадь Азади́ (Свобо́ды) (перс. میدان آزادی‎ / Meydān e Āzādi) — крупнейшая площадь Тегерана — столицы Ирана. Занимает площадь 50 000 м2. В центре площади расположена башня, символ Тегерана — башня Азади, высота которой составляет 45 метров.
Площадь Азади расположена в западной части Тегерана, рядом с международным аэропортом Мехрабад, который является вторым по крупности аэропортом Тегерана после международного аэропорта имени Имама Хомейни. Также рядом с площадью и башней проходят важные транспортные узлы Тегерана и Ирана, такие как автострада Саиди, автомагистраль в Кередж, автомагистраль Мухаммада Али Джинны, а также начало одной из крупнейших и длиннейших улиц Тегерана — проспекта Азади.
Площадь Азади является второй по величине площадью Ирана, после площади Азербайджан (125 000 м2) в городе Тебриз, который находится на северо-западе Ирана. Площадь как и башня Азади, были открыты в 1971 году, по случаю 2500-летия персидской государственности. До 1979 года площадь и башня носили название «Шахя́д», что в переводе с персидского языка означает Память Ша́хов. После исламской революции в Иране в 1979 году, площадь и башня были переименованы в «Азади́», что в переводе с персидского языка означает «Свобода».